# HMS Calliope (1884)
Pour les autres navires du même nom, voir HMS Calliope.
La HMS Calliope est une corvette (reclassée ensuite en croiseur de troisième classe) de classe Calypso en service dans la Royal Navy de 1887 à 1951. 

## Conception
Dernière corvette à voile construite pour la Marine britannique, elle est parfaitement représentative de l'époque victorienne durant laquelle la vapeur et l'hélice supplantent progressivement la propulsion à voile. Bien que conçue pour naviguer sous voile seule, elle dispose d'une motorisation puissante (4 023 chevaux pour un déplacement de 2 900 tonnes). Ses œuvres vives sont réalisées en métal mais sont néanmoins doublées de bois et de cuivre comme sur les voiliers des générations précédentes. 
La Calliope et sa sister-ship la Calypso (en) sont conçues par Nathaniel Barnaby et font partie d'une longue lignée de croiseurs construits pour protéger les routes commerciales ; ce sont les dernières corvettes à voile de la Royal Navy.

## Histoire
La corvette HMS Calliope rejoint en 1887 la China Station.
Durant son service actif très bref (1884-1890) qui s'est déroulé dans l'Océan Pacifique, la Calliope s'est illustrée lors du passage du cyclone de 1889 sur Apia (Archipel des Samoa) en étant le seul des bateaux présents à ne pas couler ou s'échouer. 
Après son retrait des opérations la Calliope a été incorporée dans la flotte de la réserve de 1890 à 1906 puis a été utilisée comme navire-école jusqu'à ce qu'elle soit démolie en 1951.